# Clathria biclathrata
Clathria biclathrata är en svampdjursart som beskrevs av Hooper och Wiedenmayer 1994. Clathria biclathrata ingår i släktet Clathria och familjen Microcionidae. Inga underarter finns listade i Catalogue of Life.